# Vuelo 189 de Air Canada
El vuelo 189 de Air Canada fue un vuelo programado entre el Aeropuerto Internacional Toronto Pearson en la ciudad de Toronto, Canadá, y el Aeropuerto Internacional James Armstrong Richardson en Winnipeg, Canadá, que sufrió un accidente el día 26 de junio de 1978. El McDonnell Douglas DC-9 de matrícula CF-TLV de Air Canada que operaba el vuelo se estrelló al despegar en Toronto, matando a dos pasajeros.

## Accidente
Durante el despegue, a las 8:15 a. m., uno de los neumáticos del DC-9 estalló y se desintegró parcialmente, disparando trozos de goma en el mecanismo del tren de aterrizaje. Esto desencadenó una advertencia de «marcha insegura», lo que provocó que el piloto abortara el despegue. Sin embargo, la aeronave ya se encontraba en dos tercios de la longitud de la pista 23L y viajaba a 154 nudos (285 km/h) por lo que no pudo detenerse antes del final de la pista, y se precipitó por el borde de un terraplén mientras aún viajaba a 60 nudos (110 km/h). Finalmente, se detuvo en el barranco de Etobicoke Creek. El avión se rompió en tres pedazos, sin embargo a pesar de que iba completamente cargado de combustible, no se incendió. El accidente fue visible desde la autopista 401, la cual está situada del lado sur del aeropuerto.
Murieron dos pasajeros, los cuales estaban sentados en la parte delantera del fuselaje. Los otros 105 pasajeros y la tripulación a bordo resultaron heridos.

## Investigación
La investigación posterior encontró múltiples causas del accidente. Se recomendó que se examinaran más detenidamente los neumáticos. El piloto, Reginald W. Stewart, abortó el despegue cuatro segundos después de que se encendiera la luz de advertencia; una decisión más inmediata habría evitado el accidente. Los investigadores también criticaron el nivel de entrenamiento en frenado de emergencia. Además, se cuestionó la presencia del barranco al final de la pista, pero no se hizo nada al respecto.

## Consecuencias
Aunque es habitual que algunas aerolíneas retiren un número de vuelo después de un incidente importante, Air Canada siguió utilizando el vuelo 189 para su ruta Ottawa-Vancouver hasta 2018.